# Eublemma scitula
Eublemma scitula is een vlinder van de familie van de spinneruilen (Erebidae). De wetenschappelijke naam van deze soort is voor het eerst voorgesteld als Erastria scitula door Jules Pierre Rambur in een publicatie uit 1833.

## Verspreiding
De soort komt voor in:
- het Palearctisch gebied waaronder Frankrijk (vasteland en Corsica), Portugal, Spanje (vasteland, de Balearen, de Canarische Eilanden). Malta, Italië (vasteland, Sardinië, Sicilië), Kroatië, Griekenland (vasteland en Kreta), Cyprus, Turkije, Libanon, Israël, Jordanië, Marokko, Algerije, Tunesië, Libië, Egypte,
- het Afrotropisch gebied waaronder Westelijke Sahara, Mauritanië, Kaapverdië, Gambia, Burkina Faso, Tsjaad, Soedan, Djibouti, Ethiopië, Somalië, Guinee, Ghana, Nigeria, Gabon, Congo-Kinshasa, Oeganda, Kenia, Tanzania, Angola, Zambia, Malawi, Mozambique, Namibië, Zimbabwe, Zuid-Afrika, Lesotho, Réunion, Saudi-Arabië en Jemen,
- het Oriëntaals gebied waaronder Pakistan, India, Sri Lanka,
- het Australaziatisch gebied waaronder Nieuw-Guinea, Australië

## Biologie
De rups leeft op schildluizen (Coccoidea).

## Ondersoorten
- Eublemma scitula scitula (Rambur, 1833)
  - = Eublemma scitula almaviva Berio, 1947
    - = Eublemma almaviva Berio, 1947

  - = Eublemma scitula atrimedia Hampson, 1914
    - = Eublemma atrimedia Hampson, 1914

  - = Eublemma scitula cretacea (Hampson, 1893)
  - = Eulocastra scitula cretacea Hampson, 1893
    - = Eulocastra cretacea Hampson, 1893

  - = Eublemma scitula exasperata (Lederer, 1855)
  - = Nola scitula exasperata Lederer, 1855
    - = Nola exasperata Lederer, 1855

  - = Eublemma scitula futilis (Swinhoe, 1885)
  - = Erastria scitula futilis Swinhoe, 1885
    - = Erastria futilis Swinhoe, 1885

  - = Eublemma scitula geyri Rothschild, 1915
    - = Eublemma geyri Rothschild, 1915

  - = Eublemma scitula gibbosa (Snellen, 1872)
  - = Agrophila scitula gibbosa Snellen, 1872
    - = Agrophila gibbosa Snellen, 1872
- Eublemma scitula augusta (Guenée, 1862) (Angola, Namibië, Zuid-Afrika, Réunion)
  - = Eublemma angusta Viette, 1957